# هوتناوی
هوتناوی (به انگلیسی: Huntaway)، نام یکی از نژادهای سگ است که خاستگاه آن به نیوزیلند بازمی‌گردد. نژاد هوتناوی به‌طور میانگین ۱۲ تا ۱۴ سال عمر می‌کند. این نژاد در حالت بالغ به‌طور میانگین ۲۵–۴۰ کیلوگرم (۵۵–۸۸ پوند) وزن دارد. هوتناوی در حالت بالغ ۵۶–۶۶ سانتیمتر (۲۲–۲۶ اینچ) ارتفاع دارد.